# Lutjanus lutjanus
Lutjanus lutjanus es una especie de peces de la familia Lutjanidae en el orden de los Perciformes.

## Taxonomía
El médico y zoólogo alemán Marcus Elieser Bloch describió formalmente en 1790 a partir del tipo de Japón, aunque se considera erróneo y se cree que es en realidad Indonesia. Bloch denominó al género Lutjanus cuando describió esta especie, y es la especie tipo de ese género a través de tautonomía (véase nombre aceptado (taxonomía)). El nombre, lutjanus, se deriva del equivalente indonesio para el pargo, ikhan Lutjang.

## Morfología
• Los machos pueden llegar alcanzar los 35 cm de longitud total.

## Alimentación
Come peces  y crustáceos.

## Hábitat
Es un pez de mar de clima tropical y asociado a los  arrecifes de coral que vive hasta 96 m de profundidad.

## Distribución geográfica
Se encuentra desde el África Oriental hasta las Islas Salomón, el sur de Japón, Australia  y Tonga.